# Úrvalsdeild 1937
Thống kê của Úrvalsdeild mùa giải 1937.

## Tổng quan
Có 3 đội tham gia, và Valur giành chức vô địch. Óskar Jónsson của Valur là vua phá lưới với 3 bàn thắng.

## Bảng xếp hạng
| Vị thứ | Câu lạc bộ | St | T | H | B | BT | BB | HS | Đ |
| 1      | Valur      | 2  | 2 | 0 | 0 | 8  | 3  | +5 | 4 |
| 2      | KR         | 2  | 1 | 0 | 1 | 3  | 4  | -1 | 2 |
| 3      | Fram       | 2  | 0 | 0 | 2 | 3  | 7  | -4 | 0 |